# Ozerianka (rejon żytomierski)
Ozerianka (ukr. Озерянка) – wieś na Ukrainie, w obwodzie żytomierskim, w rejonie żytomierskim, w hromadzie Nowohujwynśke. W 2001 liczyła 576 mieszkańców, spośród których 565 wskazało jako ojczysty język ukraiński, 5 rosyjski, a 6 ormiański.